# 杭州海塘遗址博物馆
杭州海塘遗址博物馆，位于中华人民共和国浙江省杭州市上城区九堡文体中心南楼，其以文体中心建设过程中发掘出的一段明清海塘遗址为核心，展示杭州钱塘江海塘的历史变迁、文化内涵和价值，是中国国内唯一的海塘遗址博物馆，也是杭州市原江干区第一家国有博物馆。

## 背景
海塘为人工修筑而成的挡潮堤坝，主要分布在江苏、浙江二省，为中国东南沿海的重要屏障。现存的钱塘江海塘主要分为北岸海塘和南岸海塘两部分，其中北岸海塘大致从西湖区转塘街道狮子口经梵村、闸口、南星桥、四季青碑亭沿秋涛路、杭海路直到九堡、乔司，与海宁段海塘像衔接，可能一直延伸至上海。由于钱塘江江道变迁和人为治江围垦等因素，这些海塘已经所存无多。杭州市北岸曾在上城区石塘路和秋涛路等地发掘出古海塘遗址。由于杭州段古海塘位于杭州主城区地面以下，分布范围较广、路线较长，和城乡发展关系密切，且埋藏不深，因此在城市建设中经常发现有古海塘遗址。但对于海塘的文物保护机制存在缺陷，海塘保护得不到有效监管，海塘虽被列入保护范围，但大多数“自生自灭”，周边的生产生活对海塘的保护构成较大威胁。浙江省钱塘江管理局建议通过规划控制管理海塘相关建筑，对保存相对完整塘段立碑保护，同时联合嘉兴等地市申报钱塘江海塘国家级文物保护单位。杭州市园林文物局建议提高海塘的文物保护等级，尽量保持古海塘文物完整性。

## 历史

### 前期发掘
2012年，江干区人民政府计划在九沙大道和九睦路路口修筑九堡文体中心。2013年5月，相关部门考虑到中心在杭海路附近地下可能存在古海塘遗址，因此在文体中心正式开工前请来文物部门先期发掘。初步勘察发掘深度达4米左右，地下即存在古海塘遗址：遗址建筑主体上窄下宽呈梯形，已经揭露部分共有十层，每层类似阶梯，由几乎一样大小的长条形石块堆砌而成；每一十块长约1.5米，宽约0.4米，厚约0.3米；最上层石块间存在凹槽拼合而成孔隙；石块间缝隙存在些许白色物体；自正面看，海塘每层石块横向和纵向交替排列，第一层石块为横向排列；海塘塘体前方存在不少深埋木桩，仅有部分露出地面。根据杭州文物考古研究所副所长郎旭峰介绍，已发掘古海塘在为“鱼鳞石塘”工艺建造而成，这一工艺发明于明代嘉靖年间，海塘建造年代约为明清时期；秋涛路已经发掘的类似遗址至10米以上仍未见底，因此无法推定古海塘的具体深度；海塘石块间的孔隙为古人用来浇灌铁水巩固石块间结合部分；石块缝隙间的白色物体为古人填充的糯米汁和石灰等物质，作用类似于现在的胶水，使得石块间粘合紧密，防水防渗透；所用石块均为砂岩，刚刚开采时硬度不高，可能在此时就已经切割为统一尺寸，后续经过一段时间石块可以风化变硬；推测海塘前木桩起到加固海塘、缓冲海潮冲击和防止渔船撞击的作用。经过考古挖掘，江干区文化和广电旅游体育局决定对本段古海塘遗址进行保护，并结合文体中心建设，对古海塘进行保护性展示。

### 博物馆筹备与建设
2014年4月11日，江干区九堡镇宣布将在下半年开工九堡中心单元文体中心，中心包含文化中心和体育中心，文化中心将特别辟出一块展厅真实展示古海塘遗址。9月18日，杭州市园林文物局宣布中心预计将在2016年底开放。2015年4月9日，作为博物馆场地的中心据信将在本年度8月开工建设，预计2017年6月交付使用。至同年8月，场馆地下2层已经完工。10月17日，杭州市政府则通过社交媒体宣布文体中心将在年内完成建筑主体。2017年2月，江干区两会公布场馆将在年内完工。9月，进行外立面幕墙安装和室内装修。又到了2018年3月，中心最终完工进入了验收阶段，预计年底开放，但钱塘江海塘博物馆仍在项目设计阶段，还需要批复才能开工。3月，江干区委视察了海塘博物馆建设进度。
2014年9月18日，杭州市园林文物局决定在2013年九堡发现的明清海塘遗址上筹建钱塘江海塘遗址博物馆，计划于2016年年底开馆。2016年5月开始，江干区文物保护中心开始向社会征集博物馆文物，文物应或与海塘有关，或与围垦时期有关，或与江干城市变迁相关，或与海塘沿岸百姓生活生产相关，或与钱江新城区块新旧对比相关，或与涌潮、观潮、弄潮、祭潮等场景相关照片、报纸、书籍、书画、修筑工具等实物资料以及音像资料。2016年11月，江干区召开了海塘遗址博物馆策划文案（修改稿）专家论证会，讨论海塘博物馆展陈大纲。2017年5月，江干区发展和改革委员会为博物馆立项，总投入5000万人民币。2019年5月，博物馆正式进场施工，至年底现展陈设计装修接近完工。

### 馆标征集活动及馆标
2019年6月28日，博物馆与钱江晚报联合向全国发起馆标征集活动，征集时间为6月28日至7月26日：初选由杭州海塘遗址博物馆初评委员会进行评审，选出28件设计作品进入网络投票阶段供公众投票，最后由专家评审委员会意见结合网络投票投票确定方案的排名和评奖。9月1日，主办方从近500幅投稿作品中选出作品进入网络投票环节，至8日结束投票，后续投票结果与专家意见按3:7加权赋值进行评比。10月25日，钱江晚报官方发布博物馆馆标。最终获得一等奖的作品来自于浙江省钱塘江管理局员工肖乃尧和叶建军，二人一共提交了5份稿件，前后花费半个月，其中有2幅入围网络投票环节，并且最终1幅获得了一等奖。最终馆标呈现方形，如同一枚印章，底色为黄褐色，下半部分为波浪曲线，正中的白色T字形将图案切割为两半——切割的两半即代表修筑海塘的条石，中间的铆钉符号糅合了海塘拼音首字T和杭州拼音首字H，整个图案底部海浪拍打下塘石在铆钉的作用下紧密结合，象征了团结协作、抗击风浪的文化意涵。

### 正式开放
2020年1月7日海塘博物馆最终建成开馆。开馆当天，江干区首支博物馆志愿服务队——文物守望者队正式授旗。同时江干区发布“悠游江干”旅游线路，杭州海塘遗址博物馆亦被列入其中旅游点。博物馆内举办了激光雕刻、活字印刷等各类体验活动，四楼非遗馆陆续入驻了杭罗织造技艺、江干剪纸、传统戏剧服装制作技艺等非遗项目。

## 展厅设施
海塘遗址博物馆位于上城区九睦路109号九堡文体中心南楼，总面积6200平方米，综合收藏、研究、体验、教育等用途，包括遗址展示厅、海塘文化厅、临展厅和江干区非遗厅（馆），现任馆长为杭州原江干区文化遗产保护中心主任姚倩。博物馆第一层为遗址展示厅和临展厅：遗址展示厅为博物馆的核心，展示的明清海塘遗址总共17层，目前展示14层，同时配备有LED显示屏播放海塘相关影像；临展厅则根据不同的活动安排，展示不同的文物古迹。第二层为海塘文化厅，主要展示海塘相关实物、模型、动画，以“沧海桑田隔一堤”为主题，设“潮涨潮落”“塘筑千年”“涛声依旧”三个单元，介绍海塘建设的历史演变和技术革新。第四层为江干区非物质文化遗产厅（馆），展示杭罗织造技艺、江干剪纸、传统戏剧服装制作技艺等杭州本土的非物质文化遗产项目，参观者可以在这里亲身体验传统工艺。
| 展出名称                                         | 时间                   | 展出内容                                                                  | 参展方                                                     |
| ------------------------------------------------ | ---------------------- | ------------------------------------------------------------------------- | ---------------------------------------------------------- |
| 发现杭州2019——杭州考古工作年度盘点暨出土文物展   | 2020年1月7日至3月      | 展出近500件（组）文物2019年杭州新发掘的考古文物                           | 杭州市文物考古研究所、萧山博物馆、良渚博物馆等20家文博单位 |
| 守望贫困 共建小康                                | 2020年6月9日至6月30日  | 专题一：杭州市对口阿克苏市成果图片展 专题二：城变——江干区城中村改造成果展 | 杭州市档案馆、江干区档案局                                 |
| “生机”读懂丰子恺先生作品里的故事——丰子恺精品展览 | 2020年6月30日至7月30日 | 展出丰子恺相关的40余件作品（图书、老物件、信件等）                        | 杭州晓风书屋、杭州子恺艺术有限公司                         |
| “艺心·抗疫”主题艺术展                            | 2020年8月1日至9月30日  | 展出2019冠状病毒病疫情相关作品                                            | 江干区文化馆、江干区档案局、江干区文化遗产保护中心         |

- 海塘遗址厅入口
- 明清海塘实物展示
- 海塘文化厅鱼鳞石塘模型
- 海塘文化厅修筑海塘的步骤示意图
- 海塘文化厅北宋张夏指挥修筑石塘场景
- 海塘文化厅钱塘江“弄潮”习俗演示模型
- 临时展厅丰子恺主题展览

## 开放时间及交通
- 周二至周日每天9:00-16:30（16:00停止入场，周一闭馆）[21]
- 交通指南：地铁1号线九堡站A出口；公交69、1701路九堡街道站，111、393路九沙大道杭海路口站。[30]
- 受到2019冠状病毒病中国大陆疫情和相关封锁措施影响，浙江省于2020年1月23日启动重大公共突发卫生事件一级响应[31]，博物馆在1月24日至27日闭馆，1月28日至1月30日正常开放，原定于1月28日至2月28日举行的春节特别活动取消[32]。3月24日起，博物馆恢复有序开放，实行限时限流预约服务，馆内各类文化活动和志愿活动暂不举行，恢复时间另行通知。控制在馆人数，日参观量控制在200人，同时在馆人数不超过50人，达到同时在馆人数上限后采取“一进一出”限流，且暂不接待团队预约。江干区非物质文化遗产馆展区日参观量控制在100人，同时在馆不超过20人，采取同上述措施限流。[33]

## 相关链接
- 定格历史瞬间—杭州海塘遗址博物馆场景艺术的行与思

30°18′42″N 120°16′0″E / 30.31167°N 120.26667°E